# Jozef Chalmet
Jozef Alfons Chalmet (Sint-Kruis-Winkel, 11 maart 1897 – Zelzate, 14 september 1962) was een Belgisch syndicalist en politicus voor de BWP en diens opvolger de BSP.

## Levensloop
Hij werd geboren als tiende kind in het gezin van dertien van Isidoor Chalmet (1857-1932) en Leonie Van Doorsselaere (1860-1936). Aanvankelijk ging hij aan de slag als metser bij onder meer de firma Kuhlmann in Rieme. Chalmet wilde de werkomstandigheden van de arbeiders in het bedrijf aanklagen en stuurde daarom een artikel hierover naar de redacties van de katholieke kranten Het Volk en De Gentenaar, maar beide dagbladen weigerden het te publiceren. De socialistische krant Vooruit publiceerde het artikel wel, waarna hij werd ontslagen bij Kuhlmann. Vervolgens stelde de Gentse socialistische syndicalist Jos Taelman Chalmet voor om een socialistische vakbond op te richten in Zelzate. Nadat hij een opleiding tot vakbondssecretaris had gekregen, stichtte hij in februari 1919 de Federatie van Socialistische Vakbonden van Zelzate en Omstreken, waarvan hij de secretaris werd. In 1920 vervulde Chalmet zijn legerdienst en werd hij als vakbondssecretaris tijdelijk vervangen door zijn broer Jules. 
Na afloop van zijn militaire dienst bouwde Chalmet de socialistische beweging in Zelzate verder uit. Vanaf 1920 was hij voorzitter van de Zelzaatse afdeling van het ziekenfonds Bond Moyson. Hetzelfde jaar stichtte hij het socialistische magazine Het Noorderlicht, waarvan hij de redactie verzorgde. Daarnaast zette hij mee een socialistisch theatergezelschap en harmonieorkest op, alsook coöperatieve De Hoop en volkshuis Noorderlicht. Chalmet had niet alleen oog voor de problematiek van de arbeiders maar nam het ook vaak op voor de landbouwers en stichtte eveneens een coöperatieve voor landbouwers. Daarenboven zetelde hij in de raad van bestuur van de Gentse coöperatieve Vooruit en was hij van 1928 tot 1937 lid van het Centraal Bestuur van de Algemene Centrale. Tijdens de Tweede Wereldoorlog was Chalmet actief in de clandestiene pers die zich verzette tegen de Duitse bezetter.
In april 1925 werd hij voor de Belgische Werkliedenpartij en daarna de Belgische Socialistische Partij verkozen tot lid van de Kamer van volksvertegenwoordigers voor het arrondissement Gent-Eeklo, waar hij bleef zetelen tot aan zijn overlijden in september 1962. Van 1944 tot 1962 was hij quaestor van de assemblee. Als parlementslid sprak hij over voor de thema's als de arbeidersproblematiek, pacifisme en de verhouding tussen religie en socialisme, maar had hij vooral bijzonder interesse voor landbouwkwesties. Hij was ondervoorzitter van de Kamercommissie Landbouw en was in 1936 lid van een paritaire studiecommissie die de arbeidsvoorwaarden en de toepassing van de sociale wetten in de landbouw moest onderzoeken. Daarnaast was hij vanaf 1935 lid en vanaf 1956 voorzitter van de beheerraad van de Nationale Maatschappij van de Kleine Landeigendom, van 1938 tot 1950 voorzitter van de provinciale en paritaire commissie voor landarbeiders voor de provincie Oost-Vlaanderen, vanaf 1949 lid van de raad van bestuur van de Rijkstuinbouwschool van Melle en vanaf 1956 lid van de raad van bestuur van de melkerijschool in Gent. Van 1928 tot 1952 was hij voorzitter van de arbeidsrechtbank in Eeklo. 
In oktober 1932 werd Chalmet verkozen tot gemeenteraadslid van Zelzate. Van februari tot juni 1933 was hij schepen van de gemeente en op 17 juni 1933 werd hij burgemeester van de Oost-Vlaamse gemeente Zelzate, een functie die hij bekleedde tot aan zijn overlijden in 1962. Tijdens de Tweede Wereldoorlog werd hij weliswaar door de Duitse bezetter uit zijn ambt van burgemeester ontheven. In Zelzate vervulde Chalmet nog verschillende andere functies: vanaf 1933 was hij er voorzitter van de Commissie voor Openbare Onderstand en hij was voorzitter van de commissie Volksgezondheid en directeur van de sociale huisvestingsmaatschappij van de gemeente. Vanaf 1928 was hij tevens lid van de raad van bestuur van de Middelbare School van Zelzate en vanaf 1933 was Chalmet voorzitter van de beheerraad van de Nijverheidsschool van Zelzate, vanaf 1944 was hij voorzitter van het Nationaal Werk der Oorlogsweduwen, -wezen en Oorlogsslachtoffers, vanaf 1947 was hij erevoorzitter van het Nationaal Werk der Invaliden te Zelzate en vanaf 1949 vertegenwoordigde hij de gemeente bij de Nationale Compensatiekas voor Gezinsvergoedingen. Tevens was hij de bezieler van het recreatiedomein Chalmet te Zelzate. Het domein bevond zich in het natuurgebied Kloosterbos en herbergde onder meer een jeugdherberg, kampeerplaats en een speeltuin. Tevens waren de Rode Valken er gehuisvest. In 2011 werden de gebouwen op het domein gesloopt. Ook werd er in Zelzate een standbeeld voor hem opgericht en een straat naar hem genoemd, met name de Burgemeester Joseph Chalmetlaan.
Op internationaal gebied was Chalmet vanaf 1955 lid van de beheerraad van de Belgische Vereniging voor de Raad van Europese Gemeenten en was hij van januari 1957 tot aan zijn overlijden in september 1962 Belgisch afgevaardigde in de Raadgevende Interparlementaire Beneluxraad.